# The Horror of It All
Pour plus de détails, voir Fiche technique et Distribution.
The Horror of It All est un film britannique réalisé par Terence Fisher, sorti en 1964.

## Synopsis
Un vendeur et sa fiancée rendent visite à la famille de cette dernière. Famille excentrique vivant dans un vieux manoir isolé. Il découvre cependant que quelqu'un essaie de tuer tout le monde afin de s'approprier la fortune familiale....

## Fiche technique
- Titre français : The Horror of It All
- Réalisation : Terence Fisher
- Scénario : Ray Russell
- Photographie : Arthur Lavis
- Montage : Robert Winter
- Musique : Douglas Gamley
- Production : Margia Dean et Robert L. Lippert
- Pays d'origine : Royaume-Uni
- Format : Couleurs - 35 mm - 1,85:1 - Dolby Digital
- Genre : Comédie horrifique
- Durée : 75 minutes
- Date de sortie : 1964

## Distribution
- Pat Boone : John J. 'Jack' Robinson
- Archie Duncan : Muldoon Marley
- Erica Rogers : Cynthia Marley
- Dennis Price : Cornwallis Marley
- Andrée Melly : Natalia Marley
- Valentine Dyall : Reginald Marley